# Internationaux Féminins de la Vienne
L'Internationaux Féminins de la Vienne è un torneo professionistico di tennis giocato su campi in cemento indoor. Fa parte dell'ITF Women's Circuit. Si gioca annualmente a Poitiers in Francia.
La ceca Lucie Hradecká detiene il record per disciplina con tre titoli nel doppio. La rumena Monica Niculescu e la francese Jessika Ponchet sono le uniche due giocatrici ad avere vinto entrambe le discipline nello stesso anno, 2015 e 2023 rispettivamente.

## Albo d'oro

### Singolare
| Anno         | Campionessa                           | Finalista                             | Punteggio                             |
| ------------ | ------------------------------------- | ------------------------------------- | ------------------------------------- |
| 2024         | Léolia Jeanjean                       | Diana Martynov                        | 6-2, 6-3                              |
| ↑ ITF 60K ↑  |                                       |                                       |                                       |
| 2023         | Jessika Ponchet                       | Anna-Lena Friedsam                    | 3–6, 6–3, 7–6(2)                      |
| 2022         | Petra Marčinko                        | Ysaline Bonaventure                   | 6–3, 7–6(2)                           |
| 2021         | Chloé Paquet                          | Simona Waltert                        | 6–4, 6–3                              |
| 2020         | Annullato per pandemia di coronavirus | Annullato per pandemia di coronavirus | Annullato per pandemia di coronavirus |
| 2019         | Nina Stojanović                       | Liudmila Samsonova                    | 6–2, 7–6(2)                           |
| 2018         | Viktorija Golubic                     | Natalia Vikhlyantseva                 | 3–6, 6–1, 7–5                         |
| ↑ ITF 80K ↑  |                                       |                                       |                                       |
| 2017         | Mihaela Buzărnescu                    | Alison Van Uytvanck                   | 6–4, 6–2                              |
| 2016         | Océane Dodin                          | Lauren Davis                          | 6–4, 6–2                              |
| 2015         | Monica Niculescu                      | Pauline Parmentier                    | 7–5, 6–2                              |
| 2014         | Tímea Babos                           | Océane Dodin                          | 6–3, 4–6, 7–5                         |
| 2013         | Aljaksandra Sasnovič                  | Sofia Arvidsson                       | 6–1, 5–7, 6–4                         |
| 2012         | Mónica Puig                           | Elena Vesnina                         | 7–5, 1–6, 7–5                         |
| 2011         | Kimiko Date-Krumm                     | Elena Baltacha                        | 7–6(3), 6–4                           |
| 2010         | Sofia Arvidsson                       | Pauline Parmentier                    | 6–2, 7–6(4)                           |
| 2009         | Jelena Dokić                          | Sofia Arvidsson                       | 6–4, 6–4                              |
| 2008         | Anastasija Pavljučenkova              | Julie Coin                            | 6–4, 6–3                              |
| 2007         | Marta Domachowska                     | Anna Lapuščenkova                     | 7–5, 6–0                              |
| ↑ ITF 100K ↑ |                                       |                                       |                                       |
| 2006         | Aravane Rezaï                         | Ivana Lisjak                          | 7–6(0), 6–1                           |
| 2005         | Viktorija Kutuzova                    | Maret Ani                             | 6–3, 3–6, 6–4                         |
| 2004         | Nastas'sja Jakimava                   | Marie-Gaïané Mikaelian                | 7–5, 6–2                              |
| ↑ ITF 75K ↑  |                                       |                                       |                                       |
| 2003         | Karolina Šprem                        | Roberta Vinci                         | 6–4, 7–5                              |
| 2002         | Marion Bartoli                        | Seda Noorlander                       | 6–1, 6–0                              |
| ↑ ITF 50K ↑  |                                       |                                       |                                       |
| 2001         | Petra Mandula                         | Emilie Loit                           | 7–5, 2–6, 6–1                         |
| 2000         | Ľudmila Cervanová                     | Iva Majoli                            | 4–6, 6–3, 6–2                         |
| 1999         | Květa Hrdličková                      | Marie-Gaïané Mikaelian                | 4–6, 6–4, 6–2                         |
| ↑ ITF 75K ↑  |                                       |                                       |                                       |
| 1998         | Sandra Načuk                          | Elena Makarova                        | 6–0, 5–7, 6–1                         |
| 1997         | Kristie Boogert                       | Amélie Cocheteux                      | 6–4, 7–5                              |
| ↑ ITF 50K ↑  |                                       |                                       |                                       |
| 1996         | Noëlle van Lottum                     | Amélie Cocheteux                      | 1–6, 6–3, 6–2                         |
| ↑ ITF 25K ↑  |                                       |                                       |                                       |

### Doppio
| Anno               | Campionesse                               | Finaliste                              | Punteggio                             |
| ------------------ | ----------------------------------------- | -------------------------------------- | ------------------------------------- |
| 2024               | Anna-Lena Friedsam Céline Naef            | Martyna Kubka Conny Perrin             | 6–4, 6-1                              |
| ↑ ITF 60K ↑        |                                           |                                        |                                       |
| 2023               | Jessika Ponchet Bibiane Schoofs           | Ekaterina Maklakova Elena Pridankina   | 7–5, 6–4                              |
| 2022               | Miriam Kolodziejová Markéta Vondroušová   | Jessika Ponchet Renata Voráčová        | 6–4, 6–3                              |
| 2021               | Mariam Bolkvadze Samantha Murray Sharan   | Audrey Albié Léolia Jeanjean           | 7–6(5), 6–0                           |
| 2020               | Annullato per pandemia di coronavirus     | Annullato per pandemia di coronavirus  | Annullato per pandemia di coronavirus |
| 2019               | Amandine Hesse Harmony Tan                | Tayisiya Morderger Yana Morderger      | 6–4, 6–2                              |
| 2018               | Anna Blinkova Alexandra Panova            | Viktorija Golubic Arantxa Rus          | 6–1, 6–1                              |
| ↑ ITF 80K ↑        |                                           |                                        |                                       |
| 2017               | Belinda Bencic Yanina Wickmayer           | Mihaela Buzărnescu Nicola Geuer        | 7–6(7), 6–3                           |
| 2016               | Nao Hibino Alicja Rosolska                | Alexandra Cadanțu Nicola Geuer         | 6–0, 6–0                              |
| 2015               | Andreea Mitu Monica Niculescu             | Stéphanie Foretz Amandine Hesse        | 6(5)–7, 7–6(2), [10–8]                |
| 2014               | Andrea Hlaváčková Lucie Hradecká (3)      | Katarzyna Piter Maryna Zanevs'ka       | 6–1, 7–5                              |
| 2013               | Lucie Hradecká (2) Michaëlla Krajicek     | Christina McHale Monica Niculescu      | 7–6(5), 6–2                           |
| 2012               | Catalina Castaño Mervana Jugić-Salkić (2) | Stéphanie Foretz Gacon Tatjana Maria   | 6–4, 5–7, [10–4]                      |
| 2011               | Alizé Cornet Virginie Razzano             | Marija Kondrat'eva Sophie Lefèvre      | 6–3, 6–2                              |
| 2010               | Lucie Hradecká (1) Renata Voráčová        | Akgul Amanmuradova Kristina Barrois    | 6(5)–7, 6–2, [10–5]                   |
| 2009               | Julie Coin Marie-Ève Pelletier            | Marta Domachowska Michaëlla Krajicek   | 6–3, 3–6, [10–3]                      |
| 2008               | Petra Cetkovská Lucie Šafářová            | Akgul Amanmuradova Monica Niculescu    | 6–4, 6–4                              |
| 2007               | Alla Kudrjavceva Anastasija Pavljučenkova | Klaudia Jans-Ignacik Alicja Rosolska   | 2–6, 6–4, [10–1]                      |
| ↑ ITF 100K event ↑ |                                           |                                        |                                       |
| 2006               | Julija Bejhel'zymer Juliana Fedak         | Dar'ja Kustova Tat'jana Puček          | 7–5, 6–3                              |
| 2005               | Maret Ani Mervana Jugić-Salkić (1)        | Akgul Amanmuradova Nina Bratčikova     | 7–6(0), 6–1                           |
| 2004               | Stéphanie Cohen-Aloro Selima Sfar         | Gabriela Chmelinová Michaela Paštiková | 7–5, 6–4                              |
| ↑ ITF 75K ↑        |                                           |                                        |                                       |
| 2003               | Caroline Dhenin Bianka Lamade             | Julija Bejhel'zymer Tat'jana Puček     | 7–5, 6–2                              |
| 2002               | Ljubomira Bačeva Evgenija Kulikovskaja    | Caroline Dhenin Émilie Loit            | Walkover                              |
| ↑ ITF 50K ↑        |                                           |                                        |                                       |
| 2001               | Kristie Boogert Laurence Courtois         | Lubomira Bacheva Amanda Hopmans        | 6–1, 7–5                              |
| 2000               | Yvette Basting Katalin Marosi             | Petra Mandula Patricia Wartusch        | 7–6(4), 6–1                           |
| 1999               | Åsa Svensson Émilie Loit                  | Alexandra Fusai Rita Grande            | 6–2, 7–6                              |
| ↑ ITF 75K ↑        |                                           |                                        |                                       |
| 1998               | Olga Lugina Elena Makarova                | Gabriela Kučerová Radka Pelikánová     | 6–0, 6–1                              |
| 1997               | Nancy Feber Petra Píchalová-Langrová      | Lea Ghirardi Svetlana Krivencheva      | 3–6, 6–3, 6–1                         |
| ↑ ITF 50K ↑        |                                           |                                        |                                       |
| 1996               | Ol'ga Barabanščikova Nirupama Sanjeev     | Anique Snijders Noëlle van Lottum      | 6–2, 6–3                              |
| ↑ ITF 25K ↑        |                                           |                                        |                                       |